# Bissoli
Guilherme Bissoli Campos (ur. 9 stycznia 1998 w Jaú) – brazylijski piłkarz występujący na pozycji napastnika, od 2024 roku zawodnik tajlandzkiego Buriram United.